# Museo del Agua de Kiev

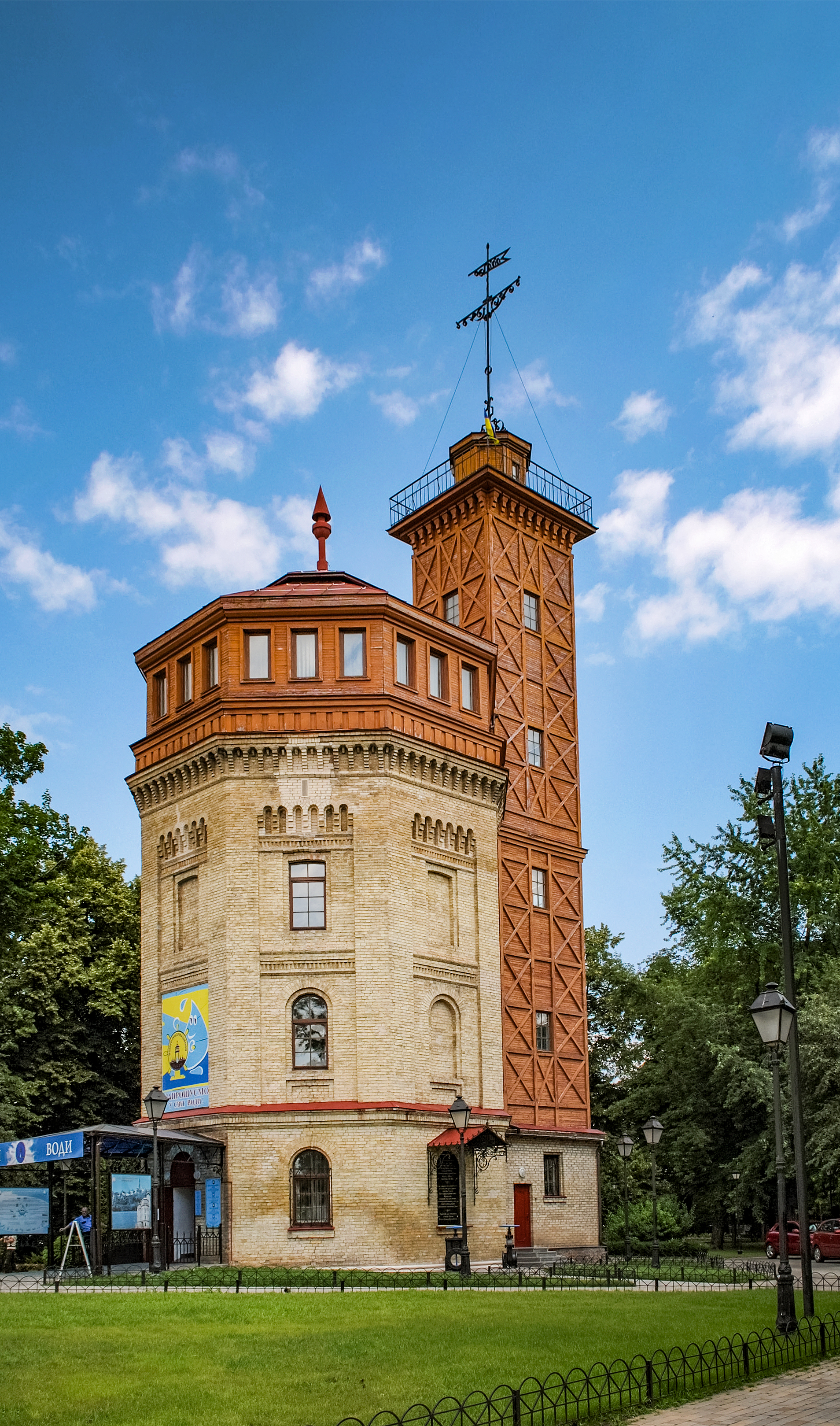
Museo del Agua.

El Museo del Agua es un centro informativo localizado en Kiev, que fue fundado por administración municipal de la ciudad e apoyo del Ministerio de Protección de la Naturaleza de Dinamarca el día 24 de mayo del año 2004. Está situado en la calle Grushevskogo, 1 B.

## Exposición
La exposición que allí toma lugar presenta y explica el ciclo del agua en la naturaleza, permite conocer los métodos económicos de usar el agua en la vida diaria, y deja hacer un viaje por la canalización de la ciudad. 
Paseando por las salas del museo se puede conocer muchos procesos, como, por ejemplo, el deslizamiento de los glaciares, lluvia y la actividad de los géiseres.